# Renfe série 276.0
La série 276.0 est une série de locomotives électriques de la Renfe (chemins de fer espagnols) dérivées, comme les 1300 des NS, des CC 7100 de la SNCF adaptées aux exigences du réseau.
Les 136 exemplaires de cette série sont, pour la plupart, construits en Espagne sous licence. Ils sont mis en service entre 1956 et 1965, d'abord sur les lignes catalanes puis, par la suite, en Andalousie à la faveur de nouvelles électrifications. Les premières locomotives sont réformées en 1990 et les dernières sont radiées des inventaires en 1995. Un projet de modernisation avec renumérotation dans la série 276.2 n'aboutit pas.

## Origine de la série

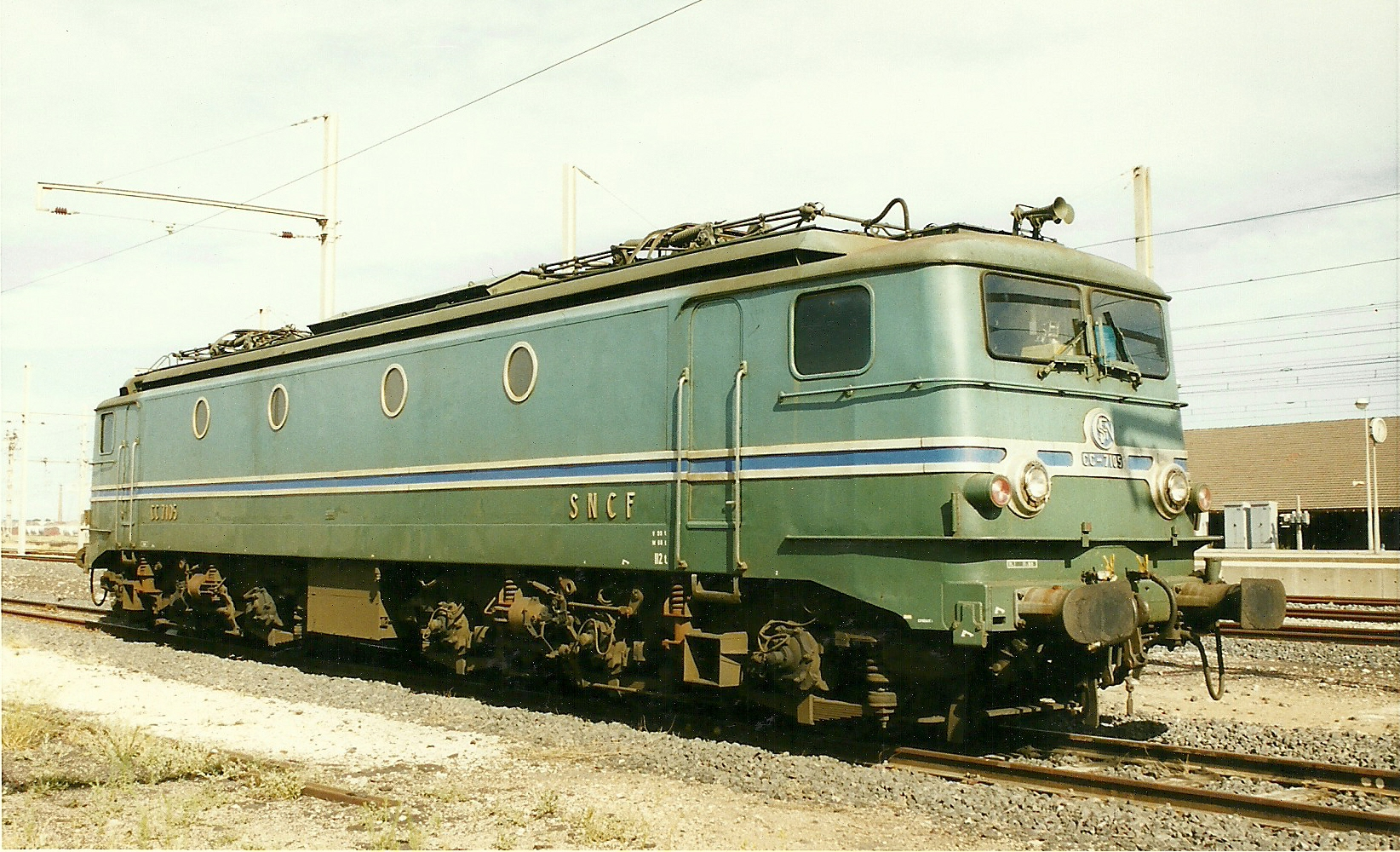
CC 7100.

Les CC 7600 sont commandées au début des années 1950 afin de répondre aux besoins en matériel de traction nés des nouvelles électrifications. Il s'agit plus particulièrement d'éradiquer la traction à vapeur sur les lignes électrifiées de Catalogne.
Moyennant une adaptation des bogies à la voie large espagnole et une modification des spécifications des locomotives pour tenir compte de l'alimentation en courant à 3 kV et des contraintes des lignes à profil difficile qu'elles sont amenées à parcourir, le type des CC 7100 françaises construites par Alsthom paraît bien convenir pour cet usage.

## Description

### Caractéristiques techniques

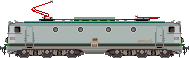
Motrice 276 en livrée d'origine bleu turquoise et pantographe unijambiste type Faiveley.

La base technique, proche des CC 7100, est cependant modifiée sur plusieurs points. Un troisième phare frontal et des rétroviseurs extérieurs sont installés. Les bas de caisse sont évidés pour dégager l'emplacement de bogies plus larges. Les moteurs TA 630, conçus pour fonctionner sous 3 kV, sont plus volumineux, ce qui fait monter la masse de la locomotive à 118 t. Les machines sont équipées du freinage par récupération, indispensable sur les lignes espagnoles à profil difficile.
Dans cette configuration, les locomotives espagnoles, dont la vitesse est limitée à 125 puis 110 km/h, développent une puissance continue de 2 208 kW. Elles doivent remorquer des rames de 500 t à la vitesse de 100 km/h en palier ou à 60 km/h en rampe de 15 ‰.

### Livraisons
Les vingt premières unités sont construites en France, toutes les autres sont fabriquées sous licence en Espagne :
- Les 7601 à 7620, puis 276-001-5 à 276-020-5, Alsthom 1956
- Les 7621 à 7630, puis 276-021-3 à 276-030-4, MACOSA 1957
- Les 7631 à 7650, puis 276-031-2 à 276-050-2, MACOSA 1958
- Les 7651 à 7658, puis 276-051-0 à 276-058-5, CAF 1957
- Les 7659 à 7669, puis 276-059-3 à 276-069-2, CAF 1958
- Les 7670 à 7680, puis 276-070-0 à 276-080-9, CAF 1959
- Les 7681 à 7688, puis 276-081-7 à 276-088-2, CAF 1962
- Les 7689 à 7694, puis 276-089-0 à 276-094-0, CAF 1963
- Les 7695 à 7699, puis 276-095-7 à 276-099-9, MACOSA 1962

Des locomotives supplémentaires, immatriculées dans la série CC 8600 à 8637, identiques aux précédentes et construites en Espagne entre 1962 et 1965 par CAF, COMOSA et Naval, portent le total des unités produites à 136.

### Livrées

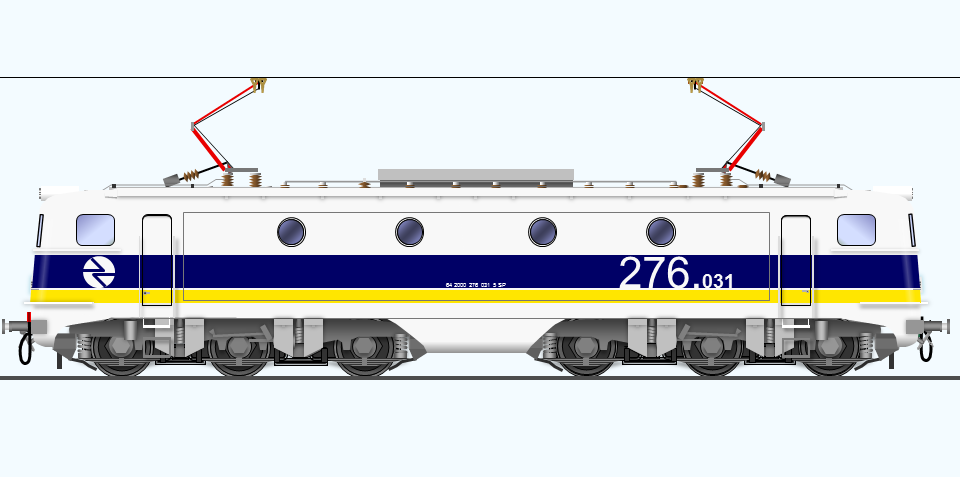
Dernière livrée Talgo de la 276-031.

Lors de la livraison, ces machines arborent une livrée turquoise à bandeau vert imaginée par Paul Arzens, designer attitré d'Alsthom, pour les locomotives espagnoles comme pour leurs homologues néerlandaises.
À partir de 1984, toute la série est repeinte en jaune et noir, couleurs unifiées du parc moteur de la Renfe. Quelques unités reçoivent la livrée « taxi » grise et noire après la création de l'UN Traccion. D'autres, dédiées à la traction des rames du  Catalan Talgo, seul TEE de la Renfe, sont repeintes en gris et rouge orangé. À la fin de leur carrière, deux d'entre elles prennent une livrée blanche à bandes jaune et bleue, évolution de la décoration des Talgo.

## Service

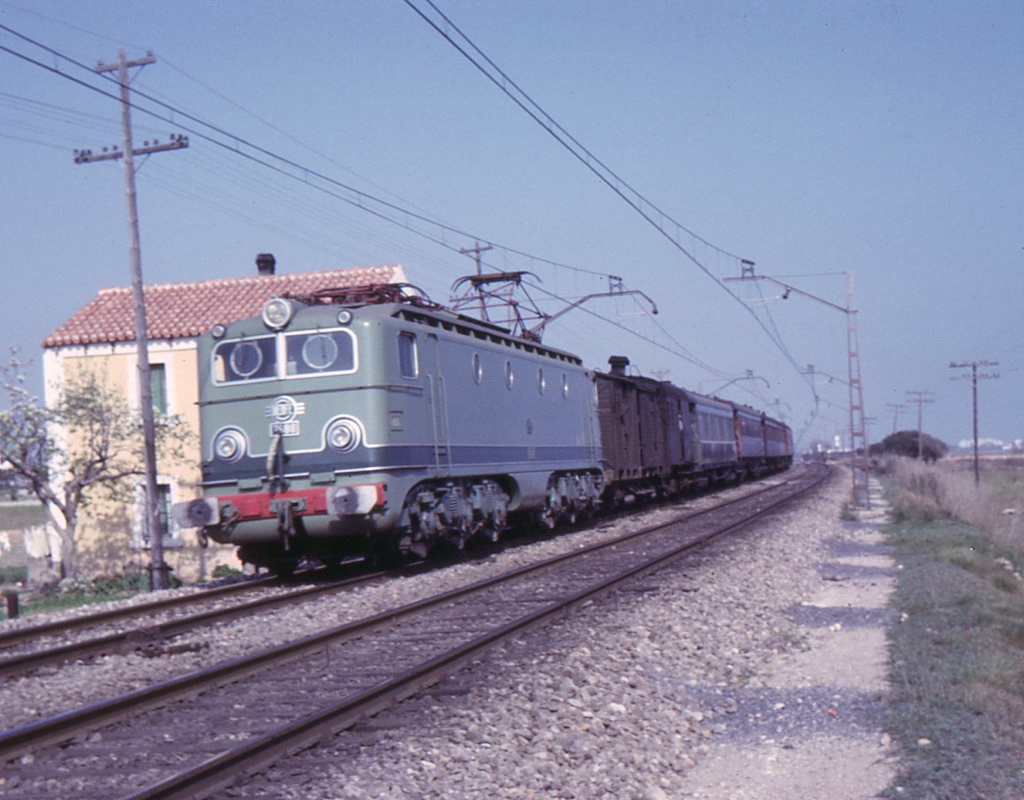
Entre Barcelone et Tarragone.

Les 80 unités d'origine entrent en service en Catalogne et monopolisent rapidement la traction des principaux express sur l'axe Tarragone-Barcelone-Gérone, poussant éventuellement jusqu'à Ripoll et Sant Joan de les Abadesses. En raison de leurs origines, elles sont surnommées « francesas » (les Françaises). Vingt-sept unités supplémentaires sont commandées en 1961 au titre des nouvelles électrifications en Andalousie.
Ces machines sont affectées à Madrid (dépôt de Cerro-Negro), Cordoba et Alcázar de San Juan. Leur déclin commence avec l'arrivée massive des japonaises de la série 269.0 dans les années 1970. Toutes regroupées à Barcelona et Cordoba, les 276 assurent de plus en plus de trains de marchandises. Par la suite, quelques-unes sont affectées à Saragosse et Valence et assurent du service entre ces deux villes et la capitale. Au milieu des années 1980, elles reçoivent le frein à air comprimé. La Renfe envisage alors d'en moderniser une soixantaine qui seraient renumérotées dans la sous-série 276.2, puis abandonne rapidement ce projet.
La 276-047 est la première unité réformée, à la suite d'un accident, le 5 juin 1984. Commencée en 1990, l'élimination de la série est terminée en 1995.

## Locomotives préservées
- La 276-031-2 est préservée en état de marche par l'association APPFI (Asociación para la Preservación del Patrimonio Ferroviario e industrial) au Musée du chemin de fer de Mora la Nueva (es)[7].
- La 276-052-8 est conservée au Museo del Ferrocarril de Madrid (MFM)[8].
- La 276-066 est conservée par l'association AZAFT (asociación zaragozana de amigos del ferrocarril y tranvias)[9].
- La 276-105-4 est préservée en monument à Fuenlabrada[7].

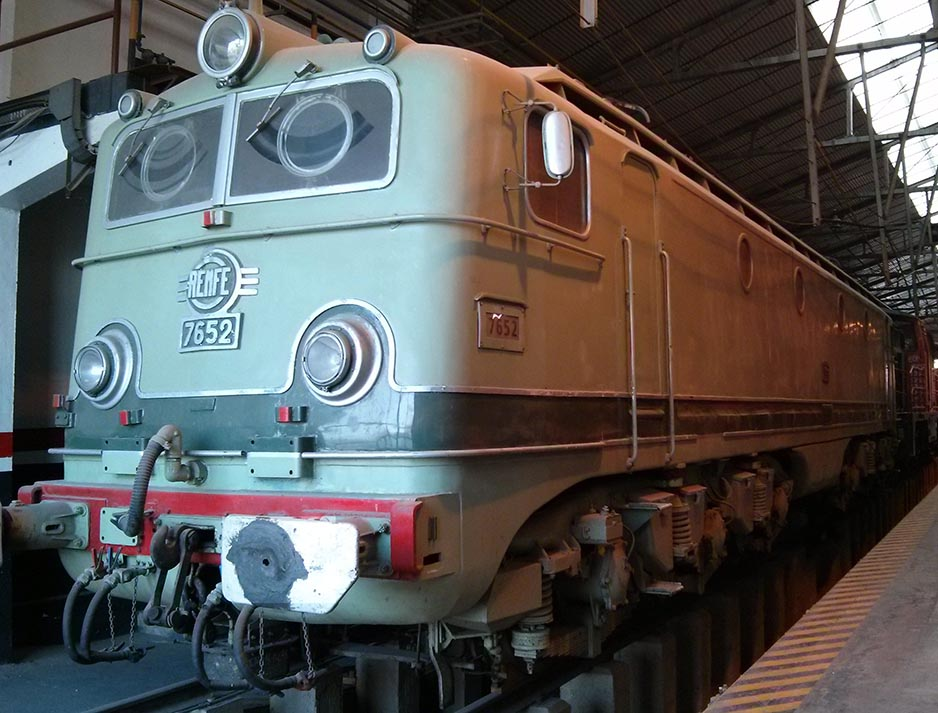
276-052 dans sa livrée d'origine au MFM.

## Modélisme
Plusieurs unités de la série sont reproduites, sous différentes livrées, par le modéliste espagnol Electrotren à l'échelle HO.